# Cabrera d'Anoia
Cabrera d'Anoia este o localitate în Spania în comunitatea Catalonia în provincia Barcelona. În 2006 avea o populație de 1.059 locuitori. Este situat in comarca Anoia.